# Кривошиїнський район
Кривоши́їнський район (рос. Кривошеинский район) — адміністративна одиниця Томської області Російської Федерації.
Адміністративний центр — село Кривошиїно.

## Населення
Населення району становить 11865 осіб (2019; 13285 у 2010, 15848 у 2002).

## Адміністративно-територіальний поділ
На території району 7 сільських поселення:
| Поселення                            | Площа, км² | Населення, осіб (2002) | Населення, осіб (2010) | Населення, осіб (2019) | Центр          | Населені пункти |
| ------------------------------------ | ---------- | ---------------------- | ---------------------- | ---------------------- | -------------- | --------------- |
| Володинське сільське поселення       | 264,78     | 1638                   | 1382                   | 1279                   | Володино       | 3               |
| Іштанське сільське поселення         | 461,03     | 1214                   | 865                    | 699                    | Іштан          | 5               |
| Красноярське сільське поселення      | 1325,58    | 3119                   | 2474                   | 1998                   | Красний Яр     | 1               |
| Кривошиїнське сільське поселення     | 559,06     | 6744                   | 6044                   | 5663                   | Кривошиїно     | 3               |
| Новокривошиїнське сільське поселення | 660,90     | 1111                   | 945                    | 834                    | Новокривошиїно | 2               |
| Петровське сільське поселення        | 302,49     | 938                    | 628                    | 543                    | Петровка       | 4               |
| Пудовське сільське поселення         | 805,91     | 1084                   | 947                    | 845                    | Пудовка        | 6               |

## Найбільші населені пункти
Населені пункти з чисельністю населення понад 1000 осіб:
| № | Населений пункт | Населення, осіб (2002) | Населення, осіб (2010) |
| - | --------------- | ---------------------- | ---------------------- |
| 1 | Кривошиїно      | 5993                   | 5469                   |
| 2 | Красний Яр      | 3119                   | 2474                   |
| 3 | Володино        | 1361                   | 1185                   |